# Momokuri
Momokuri (ももくり?) es un web manga creado e ilustrado por Kurose. Una adaptación al anime fue lanzada en la aplicación Comico desde diciembre de 2015 hasta febrero de 2016. El 1 de julio de 2016 comenzó una transmisión televisiva del anime en Tokio MX.

## Argumento
Yuki Kurihara es una estudiante de segundo año de preparatoria a quien se le ha concedido el deseo de salir con su enamorado de toda la vida, Shinya Momotsuki. Al principio parece y actúa como una joven adorable, pero en realidad es una maníaca loca por "Momo". Shinya, por otro lado, no ha tenido experiencia en relaciones sentimentales, pero principalmente solo quiere hacer que Yuki, él mismo y todos sus amigos estén felices. A medida que avanza la historia, Shinya finalmente se enamora de Yuki y piensa que es muy linda.

## Personajes
Shinya "Momo" Momotsuki (桃月心也  Momotsuki Shinya?)
 Seiyū: Nobuhiko Okamoto
Momotsuki es el principal protagonista de Momokuri. Él es un adolescente que muchas chicas e incluso chicos llaman "lindo". Él fue confesado por una chica llamada Yuki Kurihara y comenzó a salir con ella. Al principio no está enterado de la forma en que Yuki lo había estado acechando y tomando innumerables fotos secretas de él. Eventualmente escucha de ella sobre cómo ella colecciona las cosas que toca, aunque él no sabe que ha guardado todas sus pajitas usadas. Es amigo de la infancia con Rihito, Shōta y Yuzuki, y con frecuencia se junta con los dos anteriores, aunque disfrutan mucho burlándose de lo pequeño y "mono" que es. Finalmente, a medida que avanza la historia, le confesó a Yuki que también le gusta. Se muestra celoso cuando él no es la prioridad de Yuki.
Yuki "Kuri" Kurihara (栗原 雪 Kurihara Yuki?)
 Seiyū: Ai Kakuma
Yuki es una joven estudiante de preparatoria que en su segundo año confesó a Shinya Momotsuki. Kurihara tiene el extraño hábito de acosador de conocer prácticamente todos los pasatiempos, intereses, gustos de Shinya en cosas como la comida y el horario escolar. También le gusta esconderse en lugares donde nadie la verá tomar fotos de él. Aunque, a pesar de que sus acciones son bastante sospechosas y debieron haber sido notadas por su propio novio, Momotsuki parece que nunca pensó que era del tipo que acecharía a su propia pareja. Tampoco parece darse cuenta cuando Kurihara realiza tales acciones, como cuando descaradamente tomó una foto suya cerca de la parada del autobús.